# Torre Astro
La Torre Astro (en francés: Tour Astro, en neerlandés: Astrotoren) es un rascacielos en Bruselas, Bélgica. Se encuentra en la esquina noreste del pequeño anillo en el municipio de Saint-Josse-ten-Noode, justo al norte de la Tour Madou. La Torre Astro tiene 107 metros de altura, lo que la convierte en el de los edificios más altos de Bélgica.
La empresa financiera Fortis arrendó la totalidad del edificio de 2005 a 2011. De 2011 a 2013, el edificio se sometió a amplias renovaciones. El propietario, HPG Belgium NV, la vendió al inversor español Luresa en abril de 2008.